# Mărtinești
Mărtinești es una comuna ubicada en el distrito de Hunedoara, Rumania.

## Superficie
Cuenta con una superficie de 60,82 kilómetros cuadrados.

## Demografía
Hasta 2021 la población era de 939 habitantes, con una densidad de población de 15,44 habitantes por kilómetro cuadrado.